# Emmanuel Karasu

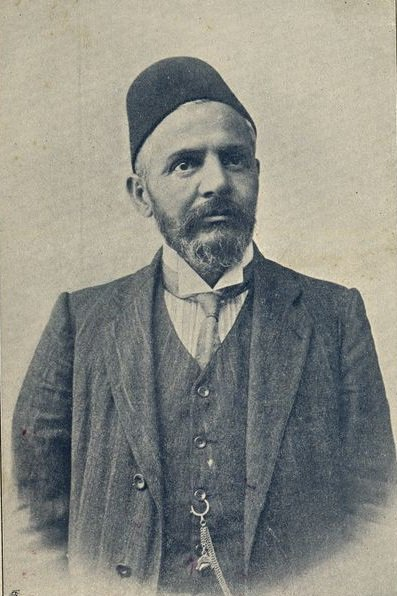
Emmanuel Karasu

Emmanuel Carasso (geboren 1862 in Thessaloniki; gestorben 1934 in Triest; auch Karasu, Karaso oder Karasso geschrieben) war ein Jurist und Politiker sephardisch-jüdischer Herkunft im Osmanischen Reich. Carasso war den Angaben der Großloge der Freien und Angenommenen Maurer der Türkei zufolge ein Freimaurer.

## Leben

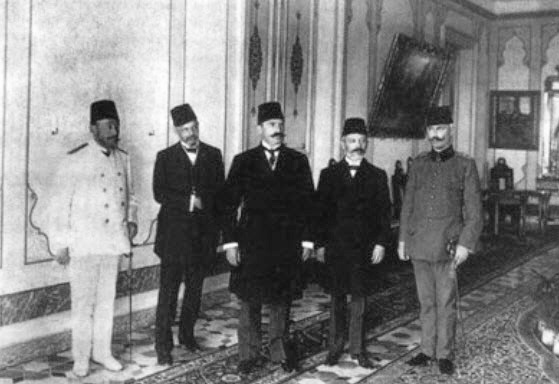
Delegation zur Absetzung von Sultan Abdülhamid II. 1909. Von links nach rechts: Konteradmiral Arif Hikmet, Emanuel Karasu, Essad Pascha Toptani, Aram Efendi und Oberst Galip Bey (Pasiner)

Emmanuel Carasso, Onkel von Danone-Gründer Isaac Carasso, wurde 1862 in Thessaloniki geboren, das zu jener Zeit zum Osmanischen Reich gehörte. Carasso entstammte einem alten Geschlecht sephardischer Juden. Er lehrte an der Aristoteles-Universität Thessaloniki Kriminologie und gehörte zu den Begründern der jungtürkischen Bewegung, welcher er erhebliche finanzielle Unterstützung zukommen ließ.
Nachdem die Jungtürken 1908 an die Macht gekommen waren, wurde Carasso Abgeordneter für Thessaloniki im osmanischen Parlament und leitete die Delegation, die 1909 Sultan Abdülhamid II. seine Absetzung verkündete. Im Jahre 1912 war er Mitglied der parlamentarischen Kommission, welche den Vertrag von Ouchy aushandelte, mit dem Italien und die Türkei nach dem Italienisch-Türkischen Krieg Frieden schlossen.
Während des Ersten Weltkrieges war Carasso Berater der osmanischen Regierung und erhielt in Anerkennung seiner Dienste Exportlizenzen für die Ausfuhr türkischer Erzeugnisse nach Deutschland, wodurch er ein bedeutendes Vermögen erwarb.
Mit der Machtübernahme durch Kemal Atatürk fiel Carasso 1923 in Ungnade; sein Vermögen wurde beschlagnahmt. Er verließ die Türkei und verbrachte seine letzten Lebensjahre in Triest, wo er 1934 starb.

## Belege
1. ↑  The history of Freemasonry in Turkey. (Memento vom 20. Mai 2006 im Internet Archive) (englisch)

| Personendaten    | Personendaten                                          |
| ---------------- | ------------------------------------------------------ |
| NAME             | Karasu, Emmanuel                                       |
| ALTERNATIVNAMEN  | Carasso, Emmanuel; Karaso, Emmanuel; Karasso, Emmanuel |
| KURZBESCHREIBUNG | türkischer Jurist und Politiker                        |
| GEBURTSDATUM     | 1862                                                   |
| GEBURTSORT       | Thessaloniki                                           |
| STERBEDATUM      | 1934                                                   |
| STERBEORT        | Triest                                                 |